# Дуб (герб)
Донб (пол. Dąb, Czelechy, Dub, Ehler, Żelechy) — польский шляхетский гласный герб.

## Описание
В чёрном поле дуб золотого цвета с корнями; на нём три желудя, средний выше боковых, и под ними два листа. На шлеме те же три желудя. Герб этот принесен Прокопом Жолондзем из Пражиц. В наших гербах дуб употребляется часто, но имеет другую фигуру.

## Герб используют
Achler, Achremowicz, Adamczewski, Adamczowski, Aichler, Ajhler, Белькевичи (Bielkiewicz), Biskupski, Dąb, Dubojski, Dzierżek, Dzierżko, Fabrycjusz, Głodowski, Gołaszewski, Kocorowski, Koczorowski, Korzeliński, Kozubowski, Rudnicki, Szewiński, Szilsław, Szulc, Worcel, Worcell, Zdzisławski, Zelsławski